# Carl-David Othzén
Carl-David Othzén, född 15 juli 1898 i Valbo församling, Gävleborgs län, död 25 juni 1981 i Gruvberget, var en svensk präst och författare. På grund av sina kontroverser med överordnade blev han omskriven i rikspressen, i vilken han under 1950-talets första hälft erhöll smeknamnet "don Camillo" efter Giovannino Guareschis litterära figur.

## Biografi
Othzén var son till lantbrukaren Adolf Othzén och Maria Cecilia Olsdotter och äldst av nio syskon. Efter studentexamen i Uppsala 1920 avlade han teologisk-filosofisk examen vid universitetet där 1923. År 1925 blev han assistent vid Svenska kyrkans sjömansvård i Antwerpen och stannade där i nästan ett år. Han återvände därefter till Uppsala, där han blev teologie kandidat och prästvigdes för Ärkestiftet av ärkebiskop Nathan Söderblom 1926. Othzén blev ständig adjunkt i Bjuråkers församling samma år, vice pastor i Vittinge församling 1928 och var komminister i Annefors och Katrinebergs församlingar från 1929. När han den 1 oktober 1967 höll avskedspredikan var Sankt Staffans kyrka i Gruvberget överfylld.
Othzén engagerade sig från början för att bryta bygdens isolering och modernisera, bland annat genom vägbyggen. Han visade också stor hjälpsamhet mot nödställda och ansvar för ekonomiskt svaga. Han lånade ut pengar, skrev på växlar och uppges därigenom i vissa fall ha fått lida förlust. Han var också känd för sina kroppskrafter och oräddhet. Under sin tid som assistent vid sjömanskyrkan i Antwerpen fick han ta hand om åtskilliga berusade sjömän och medgav själv att han vid ett tillfälle var nära att orsaka en sjömans död genom att ta i för hårt. Även under tiden som präst i Hälsingland drog han sig inte för att ta till våld mot busar.
När Othzén 1945 begärde skilsmässa från sin andra hustru Gunhild Stam och makarna inte var eniga "arrangerade han på engelskt vis otrohet". För detta dömdes han av domkapitlet till att under tre månader mista ämbetet, något som senare mildrades till en varning. Med bakgrund i sina egna erfarenheter av äktenskap hävdade han 1945 i en tidningsartikel om "proväktenskap" att det vore naturligt att fästfolk skaffade sig sexuell erfarenhet av varandra innan äktenskap. Detta föranledde en hård kritik och ärkebiskop Erling Eidem beklagade att han saknade möjlighet att bestraffa Othzén. När han gifte sig tredje gången år 1945 med Signe Elisabet (Lisa) Eriksson (1907–2002) skedde detta genom borgerlig vigsel.
I Gruvberget startades en hembygdsförening, i vilken Othzén blev ordförande. Då denna förening skulle anordna midsommardans till dragspelsmusik krävdes enligt ordningsstadgan en ordningsvakt. Då ingen annan ville åta sig detta uppdrag, ställde Othzén själv upp och godkändes för detta av landsfiskalen. Detta föranledde däremot kontraktsprosten Lennart Tillgren, som var oförstående inför alla former av modernt nöjesliv, att anmäla Othzén till domkapitlet. Detta ledde dock inte till någon bestraffning, utan endast till tillrättavisning och förmanande ord. Händelsen uppmärksammades av Gustaf "Topsy" Lindblom på Nalen i Stockholm och Othzén kom därigenom att medverka på en Nalenafton den 21 april 1955. Han höll då ett tal, i vilket han kom in på frågan om dans är synd. Othzéns svar på detta var "Nej, den är tvärtom nyttig och behövlig som omväxling och rekreation. Men om du dansar så länge att du dagen efter slumrar in av trötthet på kontoret och skriver fel siffror etc. har du förfelat målet, och synd betyder just förfela målet". Under de följande två åren höll Othzén många föredrag under danspauser i Mellansverige.
Då Othzén blivit starkt kontroversiell uppfördes han ej på förslag då han 1956 sökte kyrkoherdetjänsten i Bollnäs pastorat, som ledigförklarats eftersom Tillgren skulle gå i pension. Det främsta skälet till detta var den varning Othzén tilldelats 1945. Tillgren kom att efterträdas av Åke Bungner, tidigare komminister i Bollnäs. Othzén är författare till ett antal småskrifter, vilka utgavs efter hans pensionering, de flesta av Stefan Daagarssons förlag Inferi i Bollnäs. Han förblev bosatt i Gruvberget till sin död och begravdes på kyrkogården där. När 25-årsminnet av hans frånfälle uppmärksammades med en gudstjänst i Sankt Staffans kyrka den 13 augusti 2006 var denna åter fullsatt.